# Jacob Arabo
Jacob Arabo (nacido Yakov Arabov; 3 de junio de 1965) es un diseñador de relojes y joyas estadounidense que fundó la firma Jacob & Company en 1986, y que la convirtió en una marca de lujo internacional. Comenzó estrictamente como joyero con diseños atrevidos que atraían a celebridades que se convirtieron en clientes habituales.

## Primeros años
Arabov nació en Taskent, en Uzbekistán (por entonces parte de la Unión Soviética) como el menor de cinco hermanos y el único varón, en una familia de judíos de Bujará. Cuando era joven, ayudaba a sus hermanas a reparar sus joyas. Considera que un curso de fotografía que siguió por entonces le permitió comprender los principios del diseño.
Su interés por los relojes comenzó a los trece años, cuando su padre le regaló un reloj con hora mundial. Un año más tarde tenía un trabajo a tiempo parcial ayudando a un relojero. Según Arabo, "amaba todas las piezas y engranajes pequeños" y estaba "cautivado por la capacidad del relojero para dar vida a un movimiento, ensamblarlo y luego hacer que diese la hora".
En 1979, a la edad de catorce años, emigró con su familia a la ciudad de Nueva York. Vivían en Forest Hills, donde asistió a la escuela secundaria.
Su padre estaba pluriempleado, pero tenía dificultades para ganar lo suficiente para mantener a su familia. Debido a dificultades familiares, a la edad de 16 años, Arabo interrumpió su educación formal antes de completar la escuela secundaria y se matriculó en un curso de joyería de seis meses de duración. Se graduó cuatro meses después, encontró trabajo en un taller local de joyería mayorista que producía piezas para el mercado masivo, y ganaba 125 dólares a la semana. Cuando tenía 17 años diseñaba sus propias piezas por las noches en su dormitorio mientras trabajaba en la fábrica durante el día.

## Carrera
Cuando era adolescente, Jacob Arabo trabajó para un fabricante de joyería tradicional en el distrito de los diamantes de la ciudad de Nueva York, y por las noches diseñaba sus propias joyas en la casa familiar. Finalmente, trasladó su taller improvisado a una fábrica permanente en el distrito de los diamantes. En este punto, Arabo se especializó en joyería de oro, creando sus propios diseños. Sin embargo, todavía trabajaba para clientes de la industria de la joyería produciendo joyas tradicionales para distribuidores y minoristas.
En 1986, a la edad de 21 años, Arabo fundó la empresa minorista de joyería Diamond Quasar, que operaba bajo la marca Jacob & Co y fabricaba sus propios diseños para clientes privados. A principios de la década de 1990, había establecido su propio punto de venta en el distrito de los diamantes de Nueva York. Sus piezas innovadoras llamaron la atención del fallecido rapero The Notorious B.I.G., quien le puso el apodo de "Jacob el Joyero" y le presentó a sus amigos del mundo del espectáculo. Este apodo también ha aparecido en las letras de canciones de rap de Jay-Z, de Nas y de otros raperos.
Arabo comenzó a colaborar con animadores en diseños personalizados. En la década de 1990, fue uno de los primeros joyeros en crear grandes joyas de diamantes para hombre, una tendencia que se generaliza hoy en día.
Los artistas de hip-hop que eran clientes de Arabo incluían a Sean "Puffy" Combs, Biz Markie, Jay-Z, Drake, 50 Cent y Big Sean. Otros clientes eran varios artistas y atletas destacados, como Madonna, Rihanna, Pharrell Williams, Elton John, David y Victoria Beckham, Jennifer Lopez, Salma Hayek, Sofía Vergara, Michael Jordan, Mariah Carey y Saúl Álvarez.
Arabo creó una colección de relojes de cuarzo llamada Five Time Zone en 2002, que combinaba colores primarios llamativos con tecnología de múltiples zonas horarias, con piezas usadas tanto por hombres como por mujeres. Naomi Campbell, Bono, Angela Bassett, Derek Jeter y otras celebridades han usado relojes de la colección. Una de las características del reloj Five Time Zone era su bisel intercambiable, en el que un bisel de acero inoxidable se puede reemplazar por un bisel recubierto con diamantes. El reloj era altamente personalizable y Arabo fabricó varias versiones para sus clientes, incluido un modelo para Leonardo DiCaprio destinado a su organización benéfica y otro para el diseñador Virgil Abloh.
Arabo se mudó del distrito de los diamantes a una boutique emblemática inspirada en una mina en una esquina del cruce de la calle 57 con Park Avenue en el año 2004.
En 2007, Arabo fundó Jacob & Co. SA en Ginebra, Suiza, y presentó su primer reloj de alta relojería, el Quenttin. Fue el primer reloj que tuvo un tourbillon vertical y una reserva de marcha de 31 días, en ese momento la reserva de marcha más larga del mundo.
En 2013, Arabo creó el Epic SF24, un reloj de dos zonas horarias que utiliza un sistema patentado de solapa dividida totalmente mecánico para mostrar la hora en 24 ciudades de todo el mundo. Inspirado en el antiguo tablero de solapa dividida de los aeropuertos y terminales de trenes, era la primera vez que se utilizaba un sistema como este en un reloj mecánico.
La compañía de Arabo, Jacob & Co., lanzó el Astronomia Tourbillon de temática celestial en 2013, presentado inicialmente en el Baselworld 2013. En 2016, había 99 iteraciones del Astronomia Tourbillon.
En 2019, Arabo fue invitado a crear la corona y actuar como juez del certamen Miss Mundo América 2019. La corona fue elaborada en oro coloreado de 18k y adornada con 164 quilates de esmeraldas colombianas y 95 quilates de diamantes.

## En la cultura popular
- Arabo apareció en el videojuego Def Jam: Fight for NY de 2004, en el que los jugadores compiten para ganar dinero en efectivo con el que poder comprar joyas de Jacob el Joyero.[4]

- También es muy conocido en la industria del entretenimiento por sus diseños de joyería únicos, y es mencionado en varias canciones de música hip hop como "Jacob the Jeweler" o simplemente "Jacob".[30][31]

- Arabo apareció en un artículo de portada de 2016 en la revista de relojes Revolution, titulado "El hombre que podría ser rey".[32] También apareció en la revista de relojes GMT en una historia de 2018 titulada "Jacob & Co.: Spectacular Horology".[33]

- También apareció en Explained - Diamonds, un programa de televisión documental de Vox y Netflix de 2019.[34]

- En 2020, hizo un cameo en el vídeo musical "When To Say When & Chicago Freestyle" de Drake.[35]

- En 2023 hizo una aparición durante el episodio 6 de la temporada 14 del reality show The Real Housewives of New York City, donde se vio a Arabo consultando al miembro del elenco Erin Lichy sobre sus joyas.[36]

## Vida personal
Arabo se casó con su esposa Ángela, que también es judía de Bujará, cuando tenía 24 años. Tienen tres hijos. La pareja vive en Forest Hills.

## Cuestiones legales
Arabo fue arrestado en 2006 bajo bajo la acusación de conspirar para lavar alrededor de 270 millones de dólares procedentes de la venta de drogas para la Familia de la mafia negra. Estos cargos finalmente fueron retirados y en junio de 2008 Arabo se declaró culpable de un cargo menor de falsificación de registros y declaraciones falsas como parte de un acuerdo que alcanzó con los fiscales federales. El juez condenó a Arabo a una pena de dos años y medio en una prisión federal y le ordenó pagar una multa de 50.000 dólares al gobierno de Estados Unidos y 2.000.000 de dólares adicionales como decomiso. En una declaración al juez, Jacob expresó que sentía vergüenza por lo que hizo, afirmando que "Me siento avergonzado de haber violado las leyes de este país, un país que ha sido tan bueno para mí".